# 法恩兄弟
法恩兄弟（英語：Fine Brothers），即賓尼·法恩（英語：Benny Fine，1981年3月19日—）和拉菲·法恩（英語：Rafi Fine，1983年6月9日—），是兩位在影片分享網站Youtube連載節目系列的美國網絡製片人，於2004年開始製作至現在。二人擁有一間全職製作節目的公司，經常身兼編劇、導演和監製職務。

## 早期生平
二人是成長於美國紐約市布魯克林區的猶太教正統派人士，少年時代多數於紐約州紐約州生活。賓尼曾於15歲入讀大學，但未有完成學位課程；拉菲則曾入讀狄金森學院兩年，後來轉至杭特學院完成電影學系的學士學位課程。

## 製作生涯
兄弟宣稱自少已經喜歡拍攝影片，特別是賓尼表示喜歡領導拉菲去做出稀奇古怪的作品。
在朋友之間，他們喜歡分享以動作玩偶演繹的完整短篇喜劇。後來他們亦表示在2000年製作過參與小型喜劇電影節的真人實景電影，並且雄心壯志有過每年製作一部的計劃，盼望有一天可以打入荷里活市場。之後他們很快發現這個方法難以實現，於是轉向網絡尋找未來機遇。二人於2003年首次架設個人網站，然後在2004年出現第一部上載的製作，一般將單一故事的作品分拆成數個10至15分鐘的小節，主要題材為成熟、具社會性和諷刺性的黑色幽默。這時，他們仍期望以網絡發展去尋覓適宜拍攝傳統電影的題材。同年，他們上載首部長篇影片《義勇羣英：大英雄傳》（G.I. Joe: The Epic Saga）。後來因著若干原因，他們留在Myspace和YouTube繼續上載作品，亦曾由奧蘭多移居洛杉磯。二人亦曾於2009年協助網絡上載者群組開辦Maker Studios。
最終二人於YouTube得到一定成功，其於2007年6月4日發佈首部影片的頻道「TheFineBros」，在2014年得到超過九百萬人訂閱，所有影片合共取得十億播放次數。二人亦於2009年5月14日成立附屬頻道「TheFineBros2」。在主要頻道上，他們曾經製作不少流行的劇情片、旁述作品、即興演出等，包括使之贏得獎項的反應系列；在附屬頻道則記錄製作花絮和錯誤片段。透過Youtube與上載者的合作計劃，他們可以從這些作品得到廣告收入的分成。

## 主要節目

### 反應系列
《反應》（React）是一個測試常人對特定事物反應的節目系列。節目雛形為《兒童的反應》（Kids React），主要邀請5至14歲的兒童作出反應，在2010年10月16日發佈首部影片「兒童對病毒影片的反應 #1 （雙彩虹、奧巴馬出錯、兔子雙胞胎、士力架萬聖節）」。後來為了探討更多趨向成熟，而面向兒童可能顯得不宜的話題，製作團隊加入《少年的反應》（Teens React），主要邀請14至20歲的青少年作出反應，在2011年11月17日發佈首部影片「少年對《吸血新世紀》的反應」。緊接，團隊在同一理念下再推出《長輩的反應》（Elders React），邀請一定年紀的長輩對時下流行物品作出反應，於2012年5月24日發佈首部影片「長輩對喵喵貓的反應」。同年，團隊推出《YouTube名人的反應》（Youtubers React），集合同在Youtube平台，主要身處美國的影片上載者朋友作出反應，填補過往系列未有覆蓋的年齡層同時，亦間接協助相互宣傳，於12月6日發佈首部影片「Youtube名人對病毒影片的反應 #1 （江南Style、舞蹈的進化、受冰苦的人）」。除此之外，亦有特別版《小貓的反應》（Cats React To Viral Videos）和《城中名人的反應》（Celebrities React To Viral Videos）。
起初反應事物的定位是以曾為網絡爆紅或網絡迷因作前提，後來加入更多圍繞流行音樂、古今電視節目、電影、社會議題、科技發展和遊戲的話題，並發問更多引導反思的疑問，以及邀請觀眾為日後取材提供意見。對於一些較為嚴肅的話題，如同性戀、校園欺凌和2012年美國總統選舉等，團隊會選擇無刪剪播放，並嚴格控制娛樂性。系列每週上載均在短時間內吸引過百萬觀看人次。目前最多人觀看的是「少年對江南Style的反應」，達至超過2869萬播放次數；若進一步細分，則分別為「兒童對哈林搖的反應」（2662萬）、「長輩對迴響貝斯（史奇雷克斯）的反應」（1868萬）、以及「YouTube名人對嘗試不笑著看此影片的反應」（2734萬）。另外，一集關於Game Boy的節目內容曾被香港大小媒體報導，並引起當地各網上討論區的熱烈討論。
系列於2014年開始擴充，在7月22日開始營運獨立Youtube頻道「React」，製作更單純展現娛樂性的節目，包括玩遊戲（Gaming）、建議（Advice）、反應重混（React Remix）、兒童對食物（Kids Vs Food）、歌詞拆解（Lyric Breakdown）、意見（Opinions）等。
團隊透露亦本系列有製成全新電視節目的計劃，將與尼克國際兒童頻道合作推出《對那個的反應》（React To That），暫定一輯13集。

### 我的音樂
《我的音樂》（MyMusic）是一部多謀體處境喜劇計劃，在2012年得到YouTube1億美元原創作品計劃的資助而開拍，擁有獨立頻道「MyMusicShow」。主線故事以混有紀錄片成份的方式，講述一間名為MyMusic的前衛音樂工作室內，一群以音樂類型命名的員工如何面對每日的大小事。除了固定陣容，亦邀請到許多網絡上載者的朋友和參與反應系列的兒童青少年客串演出。目前已拍攝兩輯每集7分鐘的主線故事，前後合共52集。
另外亦附設由主線喜劇衍生的內容，以各個員工角色形象發展欄目。欄目主要是按照網絡流行的影片類別作藍本，包括工作室仿真新聞、社交網站問答環節、遊戲實況轉播、清談播客及現場直播等。這些內容與主線故事有一定程度的互動，隨時成為影響劇情的重點。

### 劇透
《劇透》是一個極速劇情透露的系列，每次由法恩兄弟正面面對鏡頭，圍繞書本和影片的話題作限時演出。目前最多人觀看的系列作品是第一部上載的「5分鐘內的100部電影劇透（附有摧毀電影結局）」，達至超過250萬播放次數。

## 獎項及提名
| 年份 | 作品             | 類別                 | 獎項                 | 結果 | 註釋   |
| ---- | ---------------- | -------------------- | -------------------- | ---- | ------ |
| 2012 | 兒童的反應       | 最佳病毒影片系列     | 第39屆日間時段艾美獎 | 獲獎 | [ 24 ] |
| 2012 | 兒童的反應       | 最佳綜藝網絡系列     | 2012年國際網絡電視獎 | 獲獎 | [ 12 ] |
| 2013 | 兒童的反應       | 最佳綜藝系列         | 2013年國際網絡電視獎 | 提名 | [ 25 ] |
| 2013 | 我的音樂         | 最佳互動及社交媒體   | 2013年國際網絡電視獎 | 提名 | [ 25 ] |
| 2013 | 我的音樂         | 最佳追加內容         | 2013年國際網絡電視獎 | 提名 | [ 25 ] |
| 2013 | 兒童的反應       | 最佳非故事或寫實節目 | 第3屆Streamy Awards  | 獲獎 | [ 26 ] |
| 2013 | （自身團隊名義） | 觀眾投選人物獎       | 第3屆Streamy Awards  | 提名 | [ 27 ] |
| 2013 | 我的音樂         | 觀眾投選最佳系列     | 第3屆Streamy Awards  | 提名 | [ 27 ] |
| 2013 | 我的音樂         | 最佳編導             | 第3屆Streamy Awards  | 提名 | [ 27 ] |
| 2013 | 我的音樂         | 最佳喜劇系列         | 第3屆Streamy Awards  | 提名 | [ 27 ] |
| 2013 | 我的音樂         | 最佳編劇：喜劇       | 第3屆Streamy Awards  | 提名 | [ 27 ] |
| 2013 | 我的音樂         | 最佳剪接             | 第3屆Streamy Awards  | 提名 | [ 27 ] |
| 2014 | 兒童的反應       | 最佳編導（非故事類） | 2014年國際網絡電視獎 | 提名 | [ 28 ] |
| 2014 | 兒童的反應       | 最佳綜藝系列         | 2014年國際網絡電視獎 | 獲獎 | [ 28 ] |
| 2014 | 我的音樂         | 最佳追加內容         | 2014年國際網絡電視獎 | 提名 | [ 28 ] |

## 外部連結
- YouTube上的TheFineBros頻道
- YouTube上的REACT頻道
- YouTube上的MyMusic頻道